# Bielice (powiat namysłowski)
Bielice – wieś w Polsce położona w województwie opolskim, w powiecie namysłowskim, w gminie Świerczów.
W latach 1975–1998 miejscowość należała administracyjnie do województwa opolskiego.